# Municipio de Center (condado de Riley)
El municipio de Center (en inglés: Center Township) es un municipio ubicado en el condado de Riley en el estado estadounidense de Kansas. En el año 2010 tenía una población de 75 habitantes y una densidad poblacional de 0,92 personas por km².

## Geografía
El municipio de Center se encuentra ubicado en las coordenadas 39°28′28″N 96°52′35″O / 39.47444, -96.87639. Según la Oficina del Censo de los Estados Unidos, el municipio tiene una superficie total de 81.88 km², de la cual 81,86 km² corresponden a tierra firme y (0,02 %) 0,02 km² es agua.

## Demografía
Según el censo de 2010, había 75 personas residiendo en el municipio de Center. La densidad de población era de 0,92 hab./km². De los 75 habitantes, el municipio de Center estaba compuesto por el 94,67 % blancos, el 5,33 % eran afroamericanos. Del total de la población el 5,33 % eran hispanos o latinos de cualquier raza.